# Meurtre en suspens
Pour plus de détails, voir Fiche technique et Distribution.
Meurtre en suspens ou Par la peau des dents au Québec(Nick of Time) est un film américain réalisé par John Badham, sorti en 1995. Il met en scène Johnny Depp et Christopher Walken. Ce thriller possède la particularité de se dérouler quasiment en temps réel (le film et l'action ayant la même durée, soit 90 minutes).

## Synopsis
Gene Watson, comptable, débarque à Los Angeles. Il est témoin, impuissant, de l'enlèvement de sa fille. Les ravisseurs lui remettent alors une arme à feu et la photographie d'une personne qu'il doit abattre s'il veut pouvoir revoir son enfant. Il n'a alors que quatre-vingt-dix minutes pour assassiner ni plus ni moins que le gouverneur de Californie en personne…

## Fiche technique
Sauf indication contraire, les informations mentionnées dans cette section peuvent être confirmées par la base de données cinématographiques IMDb,  présente dans la section « Liens externes ».
- Titre français : Meurtre en suspens
- Titre québécois : Par la peau des dents
- Titre original : Nick of Time
- Réalisation : John Badham
- Scénario : Patrick Sheane Duncan
- Musique : Arthur B. Rubinstein
- Directeur de la photographie : Roy H. Wagner
- Montage : Frank Morriss et Kevin Stitt
- Décors : Philip Harrison
- Costumes : Mary E. Vogt
- Production : John Badham
  - Producteur délégué : D. J. Caruso
- Distribution : Paramount Pictures (Etats-Unis), United International Pictures (France)
- Budget : 20 852 332 $
- Langue originale : anglais
- Format : Couleur • 1.85:1 • 35mm- son Dolby Digital
- Durée : 90 minutes
- Genre : thriller
- Dates de sortie :
  - États-Unis : 22 novembre 1995
  - France : 26 juin 1996
- Classification :
  - États-Unis : R
  - France : interdit aux moins de 12 ans lors de sa sortie

## Distribution
- Johnny Depp (VF : Jean-Pierre Michaël ; VQ : Jacques Lavallée) : Gene Watson
- Christopher Walken (VF : Bernard Tiphaine ; VQ : Éric Gaudry) : M. Smith
- Peter Strauss (VF : Jean-Luc Kayser ; VQ : Yvon Thiboutot) : Brendan Grant
- Charles S. Dutton (VF : Saïd Amadis ; VQ : Jacques Brouillet) : Huey
- Roma Maffia (VF : Élisabeth Wiener ; VQ : Anne Dorval) : Mme Jones
- Gloria Reuben (VF : Déborah Perret ; VQ : Hélène Mondoux) : Krista Brooks
- Courtney Chase (VF : Kelly Marot) : Lynn Watson
- Marsha Mason (VF : Martine Messager ; VQ : Claudine Chatel) : le gouverneur Eleanor Grant
- Bill Smitrovich (VF : Joël Martineau) : l'officier Trust
- G. D. Spradlin : l'ami de Brendan Grant

Sources et légendes: Version française (VF) sur RS Doublage et VoxoFilm Version québécoise (VQ) sur Doublage Québec

## Production

### Attribution des rôles
Avant ce film, Johnny Depp était habitué à des rôles plus « légers » ou immatures comme Ed Wood ou Edward aux mains d'argent.

« J'ai puisé pour cela dans ma propre expérience, et d'abord dans l'attachement que j'éprouve pour les membres de ma famille. J'adore mes neveux et mes nièces. Je crois que je deviendrais fou s'il leur arrivait malheur et je serais prêt à tout pour les sauver. »

— Johnny Depp
John Travolta était à l'origine pressenti pour jouer Gene Watson, mais était occupé par le tournage de Get Shorty et Broken Arrow. Le rôle principal sera obtenu par Johnny Depp.

### Tournage

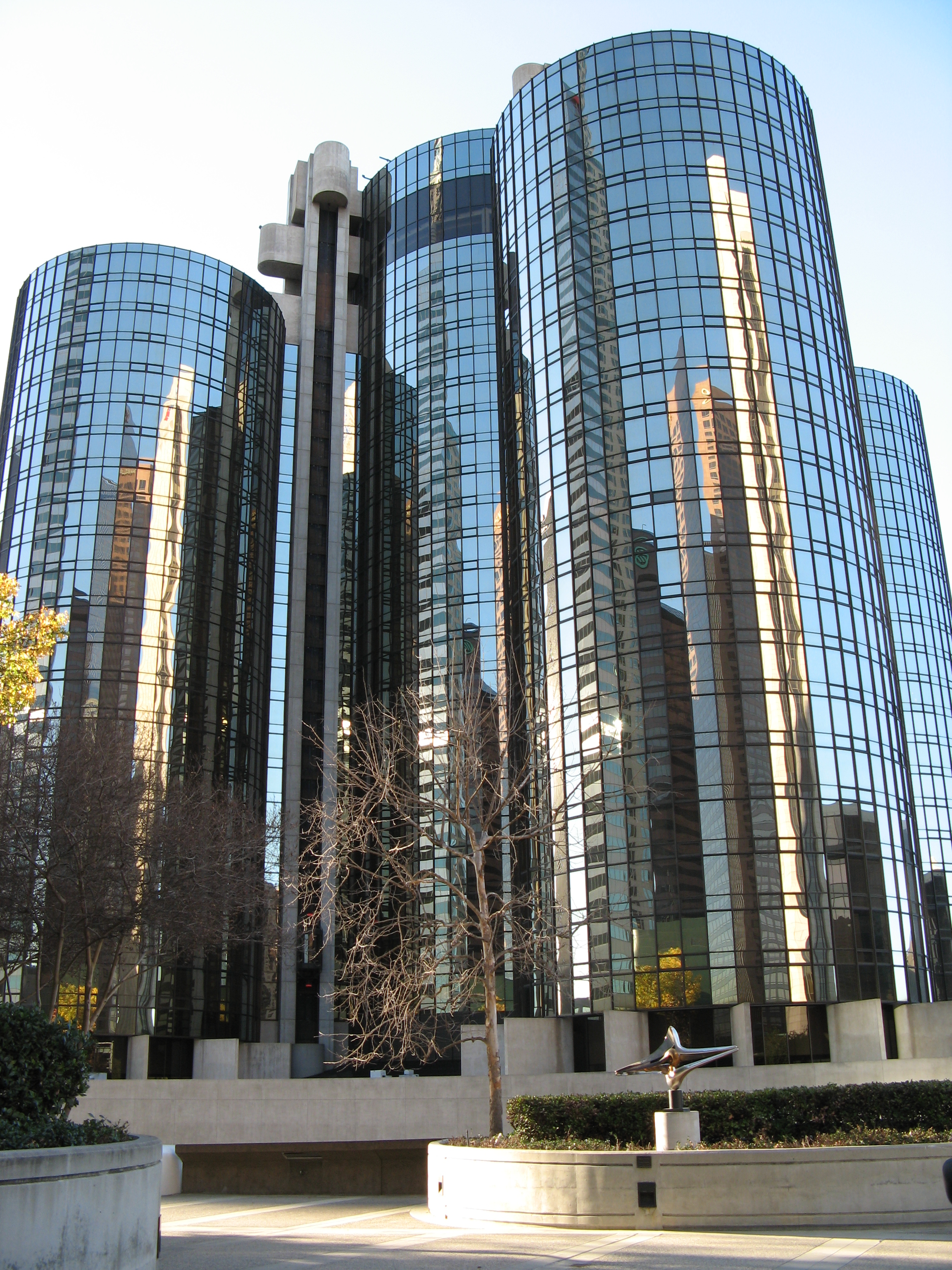
Le tournage a lieu principalement dans le Westin Bonaventure Hotel à Los Angeles

Le tournage a eu lieu du 2 avril au 19 juin 1995, principalement à Los Angeles, au Westin Bonaventure Hotel. Quelques scènes ont été tournées à Toronto au Canada.
Le tournage est effectué quasiment en temps réel, dans des décors réels et avec très peu d'effets et de maquillage :

« Les acteurs sont à peine maquillés et filmés caméra à la main pour donner aux situations un maximum d'urgence et de réalisme. J'ai voulu donner au spectateur l'impression d'une rencontre à l'improviste avec un homme entraîné dans une situation aussi dramatique qu'imprévisible. [Cela] impose des contraintes particulières. Vous ne pouvez plus vous permettre les ellipses traditionnelles, consistant par exemple à abandonner un personnage le temps qu'il monte un escalier ou quitte son bureau. Il faut coller en permanence au héros, tout en maintenant un rythme d'enfer. »

— John Badham, le réalisateur

## Accueil
L'accueil critique ne sera pas fameux envers le film, notamment aux États-Unis avec un pourcentage de 29 % de critiques positives sur le site Rotten Tomatoes.
Côté box-office, le film totalisera des recettes de 8 175 346 dollars sur le sol américain.